# 4-й полк охорони особливо важливих державних об'єктів (Україна)
 4-й полк охорони особливо важливих державних об'єктів (4 ПО ОВДО, в/ч 3024) — підрозділ Національної гвардії України, що підпорядкований безпосередньо Головному управлінню. Дислокується в м. Павлоград Дніпропетровської області. Основним завданням частини є охорона та оборона НВО «Павлоградський хімічний завод», ПМЗ та Національного наукового центру «Харківський фізико-технічний інститут».

## Історія
В липні 1948 року, згідно з наказом МДБ СРСР № 00270 від 14.07.1948 року на базі навчального та 290-го мотострілецького Новоросійського полку ВВ МДБ СРСР Українського округу почав формуватися полк, який отримав назву 7-й полк ВВ МДБ СРСР з безпосереднім підпорядкуванням начальнику ГУ ВВ МДБ СРСР.
Формувався полк в місті Ірпінь під Києвом, а 2 жовтня 1948 року передислокувався в м.Дніпродзержинськ де прийняв під охорону об'єкти воєнної промисловості Дніпропетровської області.
В 1962 році полк передислокувався в м.Павлоград і прийняв під охорону завод № 55 хімічної промисловості, а в 1964 році завод № 586 Держкомітету з оборонної техніки СРСР, сучасні ДП НВО «ПХЗ» та «ПМЗ».
Наказом міністра МВС СРСР № 0055 від 28.11.1968 року на базі вже 33-го загону Внутрішньої охорони сформований 347-й полк Управління спеціальних частин ВВ МВС СССР (в/ч 3277).
За підсумками 1990 року полк був нагороджений перехідним Червоним Прапором ВВ МВС СРСР по Українській та Молдавській РСР.
Указом ПВР УРСР № 1465-XII від 30.09.1991 року полк увійшов до складу ВВ МВС України, де став 4-м окремим полком (в/ч 3024).
14 липня 1998 року Наказом Міністра ВС № 459 від 15.06.1998 р. частині одній із перших у ВВ України було вручено бойовий прапор.

## Структура
- управління (в т.ч. штаб)
- 1-й стрілецький батальйон
- 2-й стрілецький батальйон
- 3-й стрілецький батальйон
- стрілецька рота (резервна), 2016 рік[4]
- рота бойового та матеріально-технічного забезпечення:
  - відділення РХБЗ
- взвод спеціального призначеня: 
  - група захоплення
  - група вогневоЇ підтримки
  - група бронетанкової техніки
  - відділення роботизованих комплексів розвідки[4]
- оркестр

## Командування
- полковник Віталій Ставенко (2017)
- полковник Денис Шлега (2018—2021)
- полковник Дмитро Троценко (з 15 квітня 2021)

## Втрати
- майор Курилович Віталій Іванович
- При виконанні військових обов'язків 13 березня 2015 року на блокпосту під Донецьком загинув молодший сержант Вадим Свистунов.